# 능주면
능주면(綾州面)은 대한민국 전라남도 화순군 남부에 위치한 면이다.

## 개요
능주면은 동쪽으로는 한천면, 서쪽으로 도곡면, 남쪽으로 춘양면, 북쪽으로 화순읍을 경계를 이룬다. 면의 앞뒤가 명산인 연주산과 비봉산이 있고 면 중앙부에 지석천(영벽정)이 서쪽으로 흘러가면서 비옥한 평야를 만들고 있다. 주요 농산물은 미곡 위주에서 과수, 시설원예 등 소득작목 전환으로 도·농 격차 해소에 힘쓰고 있다. 문화재로는 능주향교, 주자묘, 정암 조광조 선생 적려 유허비, 죽수절제아문, 삼충각, 비봉산성, 천덕리 회덕 고인돌군, 관영리 고분, 영벽정 등이 있다.

## 역사
- 백제시대에 이능부리, 신라시대에 연주부리, 고려시대에 죽수부리라 칭함
- 1416년 (조선 태종 16년) : 화순현을 다시 화순현과 동복현으로 분리하고 동복현에 현감을 두고 화순현은 능성현에 합쳐져 순성현(順城縣)이 되면서 순성현의 관할이 되었다.
- 1477년 : 능성현으로 환원
- 1632년 (조선 인조 10년) : 능주목으로 승격되었다.
- 1912년 : 관제개정으로 능주군이 되었다.
- 1914년 3월 1일 : 부군면 통폐합으로 인해 화순군 능주면이 설치되었다.

## 행정 구역
| 법정리 | 한자명 | 행정리           | 비고            |
| ------ | ------ | ---------------- | --------------- |
| 관영리 | 貫永里 | 관영리           |                 |
| 광사리 | 廣思里 | 광사리           |                 |
| 남정리 | 南亭里 | 남정1구, 남정2구 |                 |
| 내리   | 內里   | 내리             |                 |
| 만수리 | 萬水里 | 만수1구, 만수2구 |                 |
| 만인리 | 萬仁里 | 만인리           |                 |
| 백암리 | 白岩里 | 백암1구, 백암2구 |                 |
| 석고리 | 石庫里 | 석고리           | 면사무소 소재지 |
| 원지리 | 元池里 | 원지리           |                 |
| 잠정리 | 蠶亭里 | 잠정1구, 잠정2구 |                 |
| 정남리 | 井南里 | 정남리           |                 |
| 천덕리 | 千德里 | 천덕1구, 천덕2구 |                 |

## 교육
- 능주초등학교
- 능주중학교
- 능주고등학교
- 능주북초등학교(폐교)